# Ornithosuchus
Az Ornithosuchus (jelentése 'madár krokodil') egy crurotarsinem, amely a késő triász időszakban élt Skóciában. Eredetileg a carnosaurus dinoszauruszok ősének tartották (melyek közé akkoriban a Tyrannosaurus is tartozott), később azonban kiderült, hogy közelebb állt a krokodilokhoz, mint a dinoszauruszokhoz.

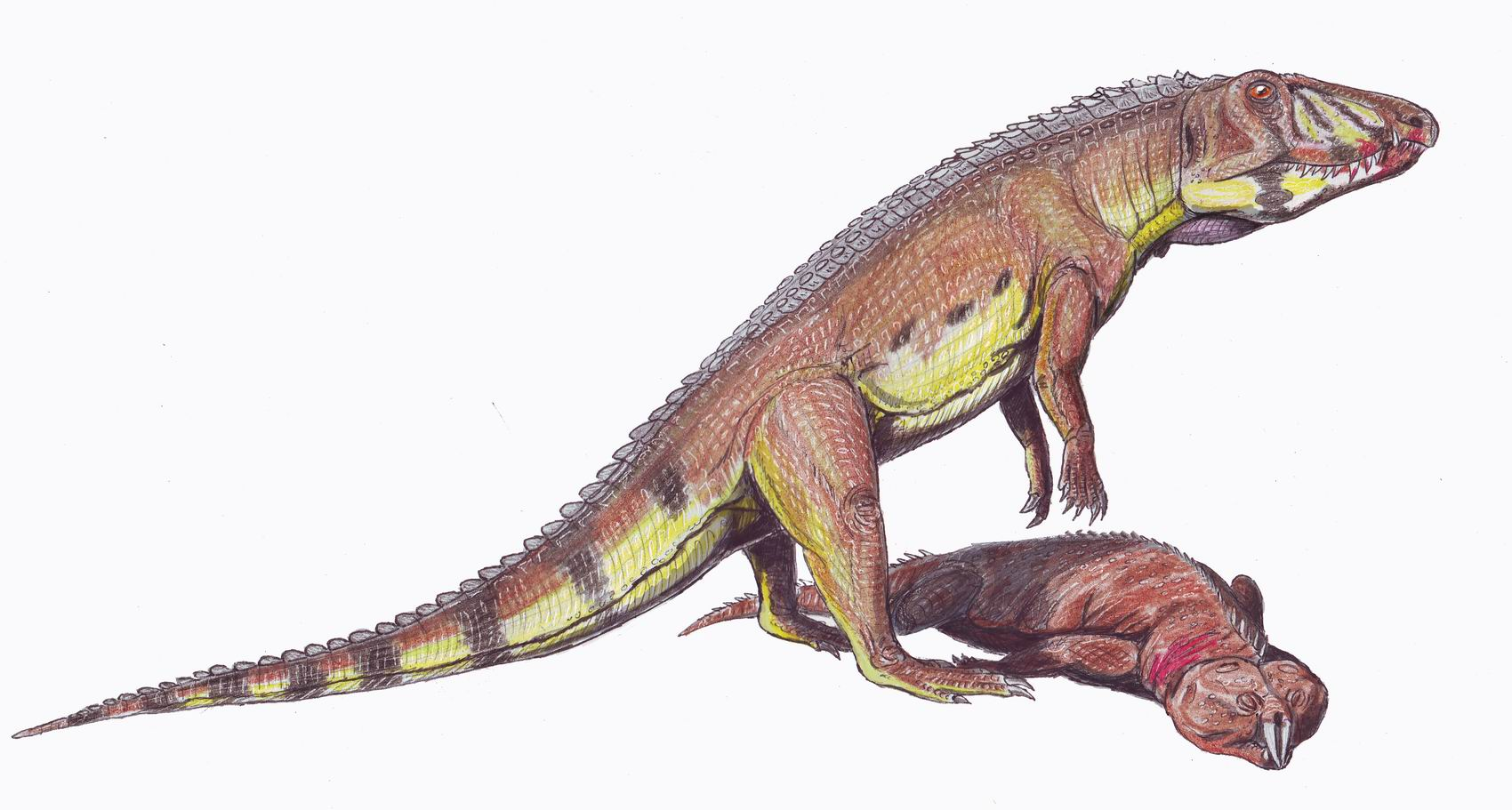
Az Ornithosuchus és zsákmánya, a Hyperodapedon

A krokodilokkal való rokonsága ellenére az Ornithosuchus képes volt a theropoda dinoszauruszokhoz hasonlóan a hátsó lábain járni. Az ideje nagy részét valószínűleg négy lábon töltötte és csak akkor mozgott két lábon, amikor gyorsan kellett futnia. A koponyája a theropodákéra hasonlított, de az állat jóval kezdetlegesebb tulajdonságokkal is rendelkezett, például minden lábán öt ujj volt, a hátán pedig páncéllemezeket viselt.
Az Ornithosuchus körülbelül 4 méteres hosszúságot ért el.

## Osztályozás
Az Ornithosuchusnak egyetlen faját írták le, a típusfajt, az O. longidenst. Az Ornithosuchus az Ornithosuchidae család típusneme, egy olyan csoporté, amelybe a késő triász idején élt, földrajzilag elterjedt, részben két lábon járó húsevők tartoznak. A család jelenleg ismert két másik neme a Venaticosuchus és a Riojasuchus.

## Fordítás
- Ez a szócikk részben vagy egészben az Ornithosuchus című angol Wikipédia-szócikk ezen változatának fordításán alapul.  Az eredeti cikk szerkesztőit annak laptörténete sorolja fel. Ez a jelzés csupán a megfogalmazás eredetét és a szerzői jogokat jelzi, nem szolgál a cikkben szereplő információk forrásmegjelöléseként.